# Mistrzostwa Świata w Narciarstwie Szybkim 2023
Mistrzostwa Świata w Narciarstwie Szybkim 2023 odbyły się w dniach 26 stycznia oraz 22 marca 2023 r. we francuskim Vars (po raz 8. w historii). Rozegrano dwie konkurencje: zjazd kobiet i mężczyzn w kategorii S1 (Speed One) oraz zjazd juniorek i juniorów w kategorii S2J (Speed Two Junior).

## S1 (Speed One)
| Pozycja | Zawodnik         | Reprezentacja | Prędkość (km/h) |
| ------- | ---------------- | ------------- | --------------- |
| 1.      | Simon Billy      | Francja       | 255,50          |
| 2.      | Simone Origone   | Włochy        | 254,05          |
| 3.      | Manuel Kramer    | Austria       | 252,84          |
| 4.      | Jonathan Moret   | Szwajcaria    | 250,80          |
| 5.      | Bastien Montès   | Francja       | 249,61          |
| 6.      | Tawny Wagstaff   | Nowa Zelandia | 248,61          |
| 7.      | Michal Bekeš     | Słowacja      | 248,55          |
| 8.      | Radim Palán      | Czechy        | 248,22          |
| 9.      | Marc Amann       | Niemcy        | 242,50          |
| 10.     | Olof Abrahamsson | Szwecja       | 234,78          |

| Pozycja | Zawodniczka       | Reprezentacja | Prędkość (km/h) |
| ------- | ----------------- | ------------- | --------------- |
| 1.      | Britta Backlund   | Szwecja       | 244,93          |
| 2.      | Valentina Greggio | Włochy        | 241,88          |
| 3.      | Cléa Martinez     | Francja       | 234,78          |
| 4.      | Célia Martinez    | Francja       | 220,76          |
| 5.      | Marta Visa Carol  | Hiszpania     | 178,52          |

## S2J (Speed Two Junior)
| Pozycja | Zawodnik             | Reprezentacja | Prędkość (km/h) |
| ------- | -------------------- | ------------- | --------------- |
| 1.      | Johan Belmonte       | Francja       | 165,89          |
| 2.      | Victor Persson       | Szwecja       | 163,81          |
| 3.      | Damien Fourquet      | Francja       | 162,03          |
| 4.      | Alexis Fourquet      | Francja       | 160,98          |
| 5.      | Matias Labit         | Francja       | 159,93          |
| 6.      | Brendan Saint Germes | Francja       | 155,38          |

| Pozycja | Zawodniczka             | Reprezentacja | Prędkość (km/h) |
| ------- | ----------------------- | ------------- | --------------- |
| 1.      | Pauline Sabatut         | Francja       | 164,75          |
| 2.      | Maëlle Loridon          | Francja       | 159,77          |
| 3.      | Agnes Abrahamsson       | Szwecja       | 157,90          |
| 4.      | Siri Kling Andersson    | Szwecja       | 157,43          |
| 5.      | Cornelia Thun Sandström | Szwecja       | 157,27          |
| 6.      | Maréva Cau-Lapique      | Francja       | 156,65          |
| 7.      | Marie Solome            | Francja       | 133,64          |

## Klasyfikacja medalowa
| Miejsce | Państwo | złoto | srebro | brąz | Razem |
| ------- | ------- | ----- | ------ | ---- | ----- |
| 1.      | Francja | 3     | 1      | 2    | 6     |
| 2.      | Szwecja | 1     | 1      | 1    | 3     |
| 3.      | Włochy  | 0     | 2      | 0    | 2     |
| 4.      | Austria | 0     | 0      | 1    | 1     |